# Zygoballus rufipes
Espèce
Synonymes
- Zygoballus bettini Peckham & Peckham, 1888
- Rhane munda O. Pickard-Cambridge, 1896
- Zygoballus strenuus Peckham & Peckham, 1896

Zygoballus rufipes est une espèce d'araignées aranéomorphes de la famille des Salticidae.

## Distribution
Cette espèce se rencontre des États-Unis au Costa Rica.

## Description

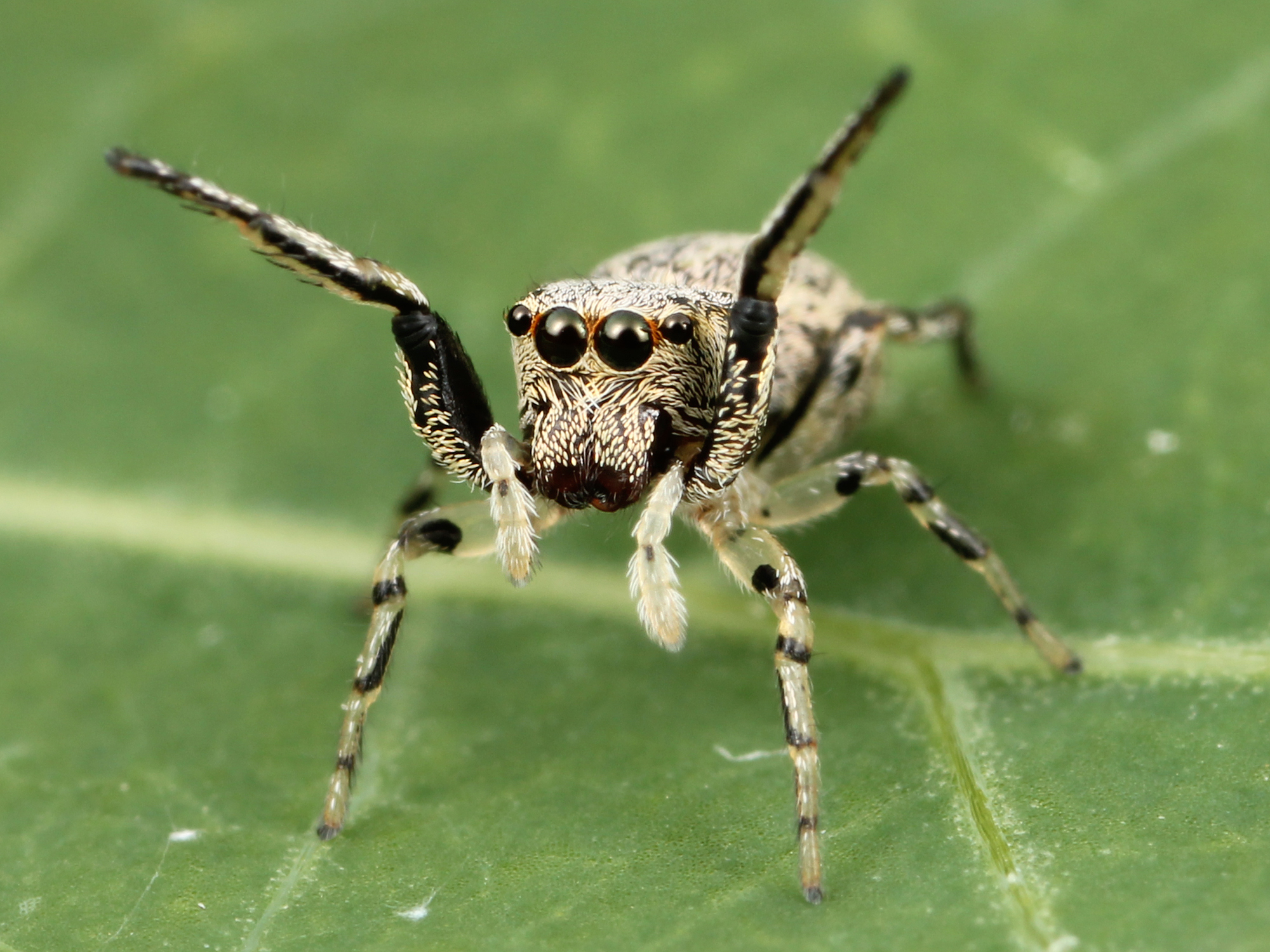
Zygoballus rufipes ♀

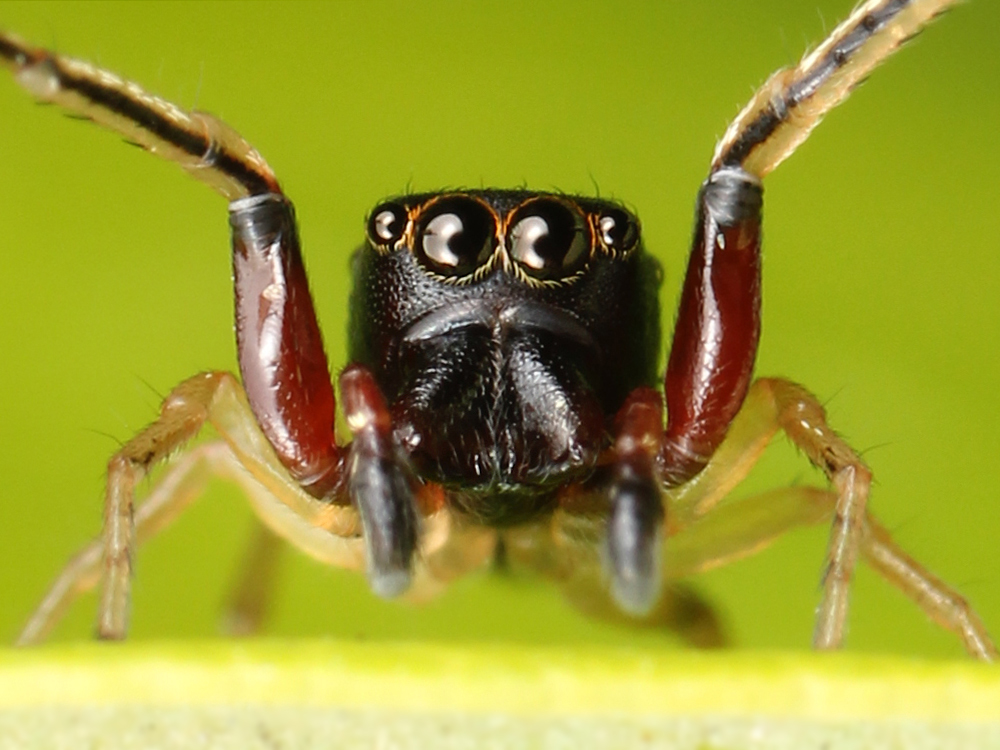
Zygoballus rufipes ♂

Le mâle holotype mesure 4 mm.

## Systématique et taxinomie
Zygoballus rufipes est l'espèce-type du genre Zygoballus.
Les espèces Zygoballus strenuus et Rhane munda ont été placées en synonymie avec Zygoballus rufipes par Simon en 1903.
L'espèce Zygoballus bettini a été placée en synonymie avec Zygoballus rufipes par Edwards en 1980.

## Publication originale
- Peckham & Peckham, 1885 : On some new genera and species of Attidae from the eastern part of Guatemala. Proceedings of the Natural History Society of Wisconsin, vol. 1885, p. 62-86 (texte intégral).